# Epidromia antica
Epidromia antica là một loài bướm đêm trong họ Erebidae.